# Cantó d'Yzeure
El cantó d'Yzeure és un cantó francès del departament de l'Alier, situat al districte de Molins. Té sis municipis i el cap és Yzeure.

## Municipis
- Aurouër
- Gennetines
- Saint-Ennemond
- Trévol
- Villeneuve-sur-Allier
- Yzeure

## Història
| Data d'elecció                           | Identitat            | Partit | Qualitat |
| ---------------------------------------- | -------------------- | ------ | -------- |
| 1973-1985                                | Jean-Paul Desgranges | PS     |          |
| 1985-2007                                | Guy Chambefort       | PS     |          |
| 2007-                                    | Pascal Perrin        | PS     |          |
| les dades anteriors no són pas conegudes |                      |        |          |
|                                          |                      |        |          |

## Demografia
| 1962   | 1968   | 1975   | 1982   | 1990   | 1999   | 2007   |
| ------ | ------ | ------ | ------ | ------ | ------ | ------ |
| 13.153 | 14.968 | 17.031 | 16.893 | 17.342 | 16.496 | 16.571 |